# Premio Oxfam Novib/PEN
Il Premio Oxfam Novib/PEN (Oxfam Novib/PEN Award) è un riconoscimento assegnato a scrittori, giornalisti e attivisti che, "...perseguitati per il loro lavoro continuano a lavorare nonostante le conseguenze".
Istituito nel 2001 dal PEN International in collaborazione con l'Oxfam Novib, affiliata olandese dell'Oxfam, riconosce ad ogni vincitore un premio di 2500 euro.

## Albo d'oro
- 2001
  - Mehrangiz Kar (Iran), scrittrice[4]
  - San San Nwe (Birmania), scrittrice
  - Nizar Nayyuf (Siria), giornalista
- 2002
  - Tohti Tunyaz (Cina), scrittore
  - Saad Eddin Ibrahim (Egitto), scrittore
  - Esmet Qaney (Afghanistan), giornalista
  - Siamak Pourzand (Iran), giornalista
  - Philip Njaru (Camerun), giornalista
- 2003
  - Ragip Zarakolu (Turchia), editore
  - Jiang Qisheng (Cina), scrittore
  - Saâda Omar (Algeria), giornalista
  - Saul Paul (Sierra Leone), giornalista
  - Tamba Mbetoka Allieu (Sierra Leone), giornalista
- 2004
  - Du Daobin (Cina), attivista
  - Wajeha al-Huwaider (Arabia Saudita), scrittrice
  - Irene Fernandez (Malesia), politica
  - Anna Stepanovna Politkovskaja (Russia), giornalista
  - Zohair Yahyaoui (Tunisia), attivista
- 2005
  - Sihem Bensedrine (Tunisia), giornalista
  - Neziha Rejiba (Tunisia), giornalista
  - Sarah Mkhonza (eSwatini), scrittrice
  - Claudia Anthony (Sierra Leone), giornalista
  - Duong Thu Huong (Vietnam), scrittrice
- 2006
  - Simon Mol (Polonia), giornalista
  - Andrej Dyńko (Bielorussia), giornalista
  - Roya Toloui (Iran/Kurdistan), giornalista
  - Faraj Bayrakdar (Siria), scrittore
  - Hrant Dink (Turchia), scrittore
- 2007
  - Fatou Jaw-Manneh (Gambia), giornalista
  - Svetlana Alexievich (Bielorussia), scrittrice
  - Lydia Cacho (Messico), scrittrice
  - Iqbal Baraka (Egitto), giornalista
- 2008
  - Dejan Anastasijevic (Serbia), giornalista
  - Pierre Roger Lambo Sanjo (Camerun), scrittore
  - Christopher Mlalazi e Raisedon Baya (Zimbabwe), drammaturghi
  - Maung Thura e Saw Wei (Birmania), poeti
- 2009
  - Chi Dang (Vietnam), scrittrice
  - Maziar Bahari (Iran-Canada), giornalista
  - Irakli Kakabadze (Georgia), scrittore
  - Sonali Samarasinghe Wickrematunge (Sri Lanka), giornalista
  - Daniel Coronell (Colombia), giornalista
- 2010 Non assegnato
- 2011
  - Andrei Nekrasov (Russia), regista
  - Sakit Zahidov (Azerbaigian), giornalista
  - Nedim Şener (Turchia), giornalista
  - J. S. Tissainayagam (Sri Lanka), giornalista
- 2012
  - Asieh Amini (Iran), giornalista
  - Jesús Lemus Barajas (Messico), giornalista
  - Mikhail Bekhetof (Russia), giornalista
  - Rachid Niny (Marocco), giornalista[5]
  - Alhaj Warrag e Abdul Moniem Suleman (Sudan), giornalisti
- 2013
  - Samar Yazbek (Siria), scrittrice e giornalista[6][7]
  - Enoh Meyomesse (Camerun) scrittore
  - Nargess Mohammadi (Iran), giornalista
  - Deo Namujimbo (Congo), giornalista
  - Busra Ersanli (Turchia), scrittrice
- 2014
  - Abdiaziz Abdinur Ibrahim (Somalia), giornalista
  - Oksana Chelysheva (Russia), giornalista
  - Dina Meza (Honduras), giornalista
- 2015
  - Bahman Ahmadi Amouee e Jila Bani Yaghoub (Iran), giornalisti
  - Razan Naiem Almoghrabi (Libia), scrittrice
  - Abdelmoneim Rahama (Sudan), poeta
- 2016
  - Amanuel Asrat (Eritrea), poeta
  - Can Dündar (Turchia), giornalista
  - Omar Hazek (Egitto), poeta
- 2017
  - Ashraf Fayadh (Palestina), poeta
  - Malini Subramaniam (India), giornalista
- 2018
  - Eskinder Nega (Etiopia), giornalista
  - Milagros Socorro (Venezuela), giornalista
- 2019
  - Dareen Tatour (Palestina), poetessa
  - Gioconda Belli (Nicaragua), scrittrice
  - Roberto Saviano (Italia), giornalista
- 2020
  - Stella Nyanzi (Uganda), scrittrice[8]
- 2021
  - Tsitsi Dangarembga (Zimbabwe), scrittrice[9]